# Labatut-Rivière
Labatut-Rivière är en kommun i departementet Hautes-Pyrénées i regionen Occitanien i sydvästra Frankrike. Kommunen ligger i kantonen Maubourguet som tillhör arrondissementet Tarbes. År 2022 hade Labatut-Rivière 386 invånare.

## Befolkningsutveckling
Antalet invånare i kommunen Labatut-Rivière
| Referens: INSEE |